# Божевілля
Божеві́лля, навіже́ність, безу́мство або шале́нство — це спектр індивідуальних і групових типів поведінки, що характеризується певними ненормальними психічними або поведінковими моделями та є невиліковним психічним розладом.
Вдаване божевілля вивчається в психології з допомогою терміну Фугітивності - як симуляцію удаваних станів.